# Криза на празното кресло
Кризата на празното кресло (на английски: Empty Chair Crisis) започва на 1 юли 1965 г. с напускането на френския представител от среща на Съвета на Европейската икономическа общност и завършва с подписването на Люксембургския компромис (англ.: Luxembourg Compromise) през януари 1966 година. Генерал дьо Гол е смятан за главната причина за кризата, която прекъсва работата на Европейската икономическа общност за месеци.

## Причини за кризата
Причините за кризата са както геополитически, така и икономически.
Според някои учени основната причина е, че промените, които Комисията иска да въведе, заплашват водаческата роля на Франция в Общността.
Противопоставянето на дьо Гол спрямо супранационализма е друга причина за кризата, защото Комисията предвижда повече сфери, в които да се гласува с мнозинство (Qualified Majority Voting), т.е. държавите членки биха могли да загубят по гласове.
Други учени смятат, че основната причина за кризата са икономическите интереси на Франция, които са заплашени от това, че промените може да означават неблагоприятно за французите развитие на Единната селскостопанска политика на Европейската общност (Common Agricultural Policy).

## Люксембургски компромис
Люксембургският компромис слага край на кризата. Гласуването с мнозинство не е прието. С това дьо Гол постига целта си, защото държавите се съгласяват всяка от тях да има право на вето, ако смята, че важни интереси на страната са засегнати. От този момент нататък Европейската комисия остава с вързани ръце по отношение на по-нататъшна интеграция. Заради Люксембургския компромис предложенията на комисията биват приети само, ако всяка страна членка е съгласна с тях. До заемането на президентското място на комисията от Жак Делор през 1985 година Европа се намира в положение на „Евросклероза“, или „Европесимизъм“, благодарение на кризата на празното кресло.